# Bakody József (színművész)
Bakody József (Pápa, 1938. május 2. – 2023. december 13.) Aase-díjas magyar színész, a Veszprémi Petőfi Színház örökös tagja.

## Életútja
Barátai ajánlották számára a Veszprémi Petőfi Színház tehetségkutatóját, a meghallgatásra ugyan teljesen felkészületlenül ment el és nem volt sikere, azonban karakán fellépésével kieszközölte, hogy végül ösztöndíjjal szerződést ajánlottak neki a színháznál. 
Az 1962. november 9-én bemutatott Vidékiek című darabban találkozhattunk nevével először a színlapon, a pincér epizód szerepét osztotta rá Bencze Zsuzsa rendező. 1990-ig játszott Veszprémben, majd tíz évre az egri Gárdonyi Géza Színház művésze lett. Ezután négy évet Székesfehérváron töltött, a 2000-es években egy-egy szerepet újra a veszprémi Petőfi Színházban játszott. 
Népszerű epizodistaként ismert. Pályafutását teljes egészében meghatározta a Latinovits Zoltánnal való találkozása, aki a legnagyobb példaképe. A Különc című darabban játszottak együtt, Latinovits a színház Chaplinjeként jellemezte, majd 1972-ben, az első veszprémi rendezése során a Győzelem című darabban Bart Ottó főorvos szerepét osztotta rá. 1992-ben Aase-díjjal tüntették ki.

## Fontosabb színházi szerepei
- Glasenapp (Gerhart Hauptmann: A bunda)
- Oszkár Zürcsev (Valentyin Petrovics Katajev: Bolond vasárnap)
- Nemes Keszeg András (William Shakespeare: Vízkereszt, vagy amit akartok);[8]
- Ösztövér, szabó (William Shakespeare: Szentivánéji álom)
- Csipkedi  (William Shakespeare: Tévedések vígjátéka)
- Tyelegin (Anton Pavlovics Csehov: Ványa bácsi)
- A vőlegény apja; bíró; udvari főmanó (Henrik Ibsen: Peer Gynt)
- Széplegény (Móricz Zsigmond: Úri muri)
- Oszkár Zürcsev (Katajev: Bolond vasárnap);
- Lucky (Samuel Beckett: Godot-ra várva)
- Nagyapó (Sütő András: Anyám könnyű álmot ígér)
- Ezeréves ember (Zelk Zoltán: Az ezernevű lány)
- Füles (Alan Alexander Milne: Micimackó)
- Raposa Bogdán (Schönthan testvérek – Kellér Dezső – Horváth Jenő – Szenes Iván: A szabin nők elrablása)
- Eleméry Tasziló gróf (Szirmai Albert – Bakonyi Károly – Gábor Andor: Mágnás Miska)
- Rotschild báró (Kálmán Imre: A montmartre-i ibolya)
- Őrnagy (Hervé: Nebáncsvirág)
- Kocsárd (Barta Lajos: Szerelem)

## Filmek, tv
- A szívroham (1964)
- Holnap lesz fácán (1974)
- Ékezet (1977)
- A stiglic (1980)
- Három szabólegények (1982)... Öregecske
- A tranzitutas (1983)
- Özvegy és leánya (sorozat)

- Boldogtalan szerelmesek című rész (1983) ... Csulay
- Fejedelmi vadászat című rész (1983) ... Csulay
- Vakvilágban (1987)... Nehoda
- A pacsirta (1987)
- Mécsek (1992)
- Patika (sorozat) 5. rész (1995) ... Teás úr
- A törvénytelen (1996)... Madár úr
- Capitaly (sorozat)

- A briós című rész (2002) ... Kászonyi Halmos Elemér